# Natrix mlynarskii
Natrix mlynarskii — викопний вид вужів (Natrix), що існував в олігоцені в Європі.

## Скам'янілості
Голотип знайдений у відкладеннях фосфоритів Керсі у Франції.